# Vargyas Antal
Vargyas Antal (Gyergyóalfalu, 1933. június 11.–) erdélyi magyar helytörténész.

## Életútja
Középiskoláit Gyergyószentmiklóson végezte, majd a Bolyai Tudományegyetemen szerzett diplomát földrajz–geológia szakon (1956). 1990-ig szülőfaluja általános iskolájában, ill. 1961–73 között a helyi elméleti líceumban tanított, 1990–98 között – 1994-től már nyugdíjasként – a Sövér Elek Szakközépiskola földrajztanára.

## Munkássága
Megírta szülőfaluja monográfiáját (Gyergyóalfalu a történelem sodrában. Csíkszereda, 1997. Társszerzők: Magyari András, Fülöp Sándor és Bogyé Miklós), útikalauzt állított össze Hargita megyéről (Csíkszereda, 1998), illetve az egész Székelyföldről (Csíkszereda, 2005), mindkettő több kiadást is megért.

## Művei
- Székelyföld. Útikalauz; Pallas-Akadémia, Csíkszereda, 2003
- Pomjánek Béla–Vargyas Antal–Zsigmond Enikő: Hargita megye. Útikönyv; bőv., jav. kiad.; Pallas-Akadémia, Csíkszereda, 2004 (Barangolás a Székelyföldön)